# فاليريا باروني
فاليريا باروني (بالإسبانية: Valeria Soledad Baroni)‏ هي ممثلة أرجنتينية، ولدت في 6 أكتوبر 1989 في بوينس آيرس في الأرجنتين.

## وصلات خارجية
- فاليريا باروني على موقع IMDb (الإنجليزية)